# 聖書の現象
聖書の現象（せいしょのげんしょう、聖書の外象、英:Biblical phenomena）は、聖書信仰で使われる神学用語である。
自由主義神学（リベラル）は聖書に矛盾や誤りがあると主張するが、聖書信仰（福音派）の立場ではそれを否定する。リベラルが聖書の矛盾や誤りと呼ぶ箇所を、聖書信仰では聖書の現象と呼ぶのである。リベラルと聖書信仰は前提が異なる。
四福音書の「矛盾」とリベラルが指摘する箇所は、A.T.ロバートソンが『四福音書の調和』で矛盾がないと解説している。
聖書の現象と呼ばれる箇所の例として、新約聖書ではマルコ伝第1章第2節、マタイ伝第27章第9節などがある。マルコ伝第1章第2節にはイザヤの名しか挙げられていないが、マラキ書とイザヤ書からの引用である。リベラルはこの箇所を聖書の誤りの例とするが、ユダヤ人には代表的な預言者の名前を挙げる習慣があった。マタイ伝第27章第9節はゼカリヤ書の引用がエレミヤ書と書いてあるが、エレミヤの精神がゼカリヤの内にあるという伝承があったからである。
聖書に矛盾や誤りがあるとの主張は、近代科学の世界観と思考様式によってなされる。
聖書の無誤性に関するシカゴ声明は、「主張と否定の諸条項」の13で聖書の無誤性が「聖書の現象」によって否定されるという考えを退けており、また14で聖書の未解決箇所でもって聖書の真理性が無効にされるという考えを退けている。